# Unione Sportiva Lucchese Libertas 1950-1951
Questa voce raccoglie le informazioni riguardanti il l'Unione Sportiva Lucchese Libertas nelle competizioni ufficiali della stagione 1950-1951.

## Rosa
| N. |                      | Ruolo | Calciatore         |
| -- | -------------------- | ----- | ------------------ |
|    | Italia (bandiera)    | P     | Giuseppe Moro      |
|    | Italia (bandiera)    | P     | Luigi Geatti       |
|    | Italia (bandiera)    | D     | Araldo Caprili     |
|    | Italia (bandiera)    | D     | Giulio Pellicari   |
|    | Italia (bandiera)    | D     | Vasco Puccioni     |
|    | Italia (bandiera)    | D     | Lido Catelli       |
|    | Italia (bandiera)    | C     | Ludovico Tubaro    |
|    | Italia (bandiera)    | C     | Raoul Bortoletto   |
|    | Danimarca (bandiera) | C     | Hans Colberg       |
|    | Italia (bandiera)    | C     | Menotti Avanzolini |
|    | Italia (bandiera)    | C     | Piero Biagini      |

| N. |                     | Ruolo | Calciatore           |
| -- | ------------------- | ----- | -------------------- |
|    | Italia (bandiera)   | A     | Bruno Mazza          |
|    | Italia (bandiera)   | A     | Renato Cattaneo      |
|    | Italia (bandiera)   | A     | Carlo Scarpato       |
|    | Ungheria (bandiera) | A     | Istvan Mike          |
|    | Ungheria (bandiera) | A     | Mihály Kincses       |
|    | Italia (bandiera)   | A     | Franco Mori          |
|    | Italia (bandiera)   | A     | Sauro Taiti          |
|    | Italia (bandiera)   | A     | Ferruccio Valcareggi |
|    | Italia (bandiera)   | A     | Pietro De Santis     |
|    | Italia (bandiera)   | A     | Elio Giorgi          |

## Risultati

### Serie A

#### Girone di andata
| 10 settembre 1950 1ª giornata | Genoa | 2 – 1 | Lucchese |  |

| 17 settembre 1950 2ª giornata | Lucchese | 0 – 0 | Pro Patria |  |

| 24 settembre 1950 3ª giornata | Lucchese | 0 – 1 | Juventus |  |

| 1 ottobre 1950 4ª giornata | Fiorentina | 3 – 1 | Lucchese |  |

| 8 ottobre 1950 5ª giornata | Lucchese | 0 – 1 | Bologna |  |

| 15 ottobre 1950 6ª giornata | Milan | 2 – 0 | Lucchese |  |

| 22 ottobre 1950 7ª giornata | Lucchese | 1 – 0 | Napoli |  |

| 29 ottobre 1950 8ª giornata | Lucchese | 1 – 1 | Lazio |  |

| 5 novembre 1950 9ª giornata | Triestina | 0 – 0 | Lucchese |  |

| 12 novembre 1950 10ª giornata | Sampdoria | 3 – 1 | Lucchese |  |

| 19 novembre 1950 11ª giornata | Lucchese | 0 – 1 | Udinese |  |

| 26 novembre 1950 12ª giornata | Lucchese | 2 – 0 | Torino |  |

| 3 dicembre 1950 13ª giornata | Novara | 3 – 3 | Lucchese |  |

| 10 dicembre 1950 14ª giornata | Lucchese | 1 – 0 | Roma |  |

| 17 dicembre 1950 15ª giornata | Padova | 2 – 1 | Lucchese |  |

| 24 dicembre 1950 16ª giornata | Inter | 2 – 1 | Lucchese |  |

| 31 dicembre 1950 17ª giornata | Lucchese | 2 – 1 | Atalanta |  |

| 7 gennaio 1951 18ª giornata | Lucchese | 0 – 0 | Palermo |  |

| 14 gennaio 1951 19ª giornata | Como | 5 – 0 | Lucchese |  |

#### Girone di ritorno
| 21 gennaio 1951 20ª giornata | Lucchese | 0 – 0 | Genoa |  |

| 28 gennaio 1951 21ª giornata | Pro Patria | 2 – 2 | Lucchese |  |

| 4 febbraio 1951 22ª giornata | Juventus | 1 – 0 | Lucchese |  |

| 11 febbraio 1951 23ª giornata | Lucchese | 0 – 2 | Fiorentina |  |

| 18 febbraio 1951 24ª giornata | Bologna | 2 – 0 | Lucchese |  |

| 25 febbraio 1951 25ª giornata | Lucchese | 1 – 5 | Milan |  |

| 4 marzo 1951 26ª giornata | Napoli | 1 – 0 | Lucchese |  |

| 11 marzo 1951 27ª giornata | Lazio | 2 – 0 | Lucchese |  |

| 18 marzo 1951 28ª giornata | Lucchese | 2 – 0 | Triestina |  |

| 25 marzo 1951 29ª giornata | Lucchese | 4 – 0 | Sampdoria |  |

| 1 aprile 1951 30ª giornata | Udinese | 2 – 1 | Lucchese |  |

| 8 aprile 1951 31ª giornata | Torino | 2 – 0 | Lucchese |  |

| 22 aprile 1951 32ª giornata | Lucchese | 2 – 2 | Novara |  |

| 29 aprile 1951 33ª giornata | Roma | 0 – 1 | Lucchese |  |

| 13 maggio 1951 34ª giornata | Lucchese | 3 – 2 | Padova |  |

| 20 maggio 1951 35ª giornata | Lucchese | 3 – 2 | Inter |  |

| 27 maggio 1951 36ª giornata | Atalanta | 0 – 5 | Lucchese |  |

| 10 giugno 1951 37ª giornata | Palermo | 1 – 0 | Lucchese |  |

| 17 giugno 1951 38ª giornata | Lucchese | 5 – 0 | Como |  |

## Statistiche

### Statistiche di squadra
| Competizione | Punti | In casa | In casa | In casa | In casa | In casa | In casa | In trasferta | In trasferta | In trasferta | In trasferta | In trasferta | In trasferta | Totale | Totale | Totale | Totale | Totale | Totale | DR |
| Competizione | Punti | G       | V       | N       | P       | Gf      | Gs      | G            | V            | N            | P            | Gf           | Gs           | G      | V      | N      | P      | Gf     | Gs     | DR |
| ------------ | ----- | ------- | ------- | ------- | ------- | ------- | ------- | ------------ | ------------ | ------------ | ------------ | ------------ | ------------ | ------ | ------ | ------ | ------ | ------ | ------ | -- |
| Serie A      | 30    | 19      | 9       | 5       | 5       | 27      | 18      | 19           | 2            | 3            | 14           | 17           | 35           | 38     | 11     | 8      | 19     | 44     | 53     | -9 |

### Statistiche dei giocatori
| Giocatore     | Serie A  | Serie A |
| Giocatore     | Presenze | Reti    |
| ------------- | -------- | ------- |
| M. Avanzolini | 17       | 0       |
| P. Biagini    | 6        | 0       |
| R. Bortoletto | 34       | 0       |
| A. Caprili    | 38       | 0       |
| L. Catelli    | 2        | 0       |
| R. Cattaneo   | 36       | 6       |
| H. Colberg    | 26       | 1       |
| P. De Santis  | 8        | 0       |
| L. Geatti     | 1        | 0       |
| E. Giorgi     | 5        | 0       |
| M. Kincses    | 21       | 5       |
| B. Mazza      | 38       | 11      |
| I. Mike       | 23       | 13      |
| F. Mori       | 14       | 0       |
| G. Moro       | 37       | -53     |
| G. Pellicari  | 13       | 1       |
| V. Puccioni   | 5        | 0       |
| C. Scarpato   | 36       | 2       |
| S. Taiti      | 11       | 2       |
| L. Tubaro     | 37       | 0       |
| F. Valcareggi | 10       | 1       |